# Anacamptodes expressaria
Anacamptodes expressaria là một loài bướm đêm trong họ Geometridae.